# Potentilla rupincola
Potentilla rupincola är en rosväxtart som beskrevs av George Everett Osterhout. Potentilla rupincola ingår i Fingerörtssläktet som ingår i familjen rosväxter. Inga underarter finns listade i Catalogue of Life.